# Dyrekcja Kolei w Wilnie

Sieć połączeń Kolei Litewskich

Dyrekcja Kolei w Wilnie – terytorialny organ zarządzania koleją z siedzibą w Wilnie.

## Historia
Kolej dotarła do Wilna w 1860 w ramach budowy Kolei Warszawsko-Petersburskiej. Historia sprawiła, iż miasto było siedzibą szeregu kolejowych organów zarządzania:
- 1911–? – Полесская железная дорога (Koleje Poleskie)
- 1915–? – Kolej Przewozów Wojskowych, Dyrekcja Kolei Wojskowych w Wilnie (Militäreisenbahn-Direktion 5 Wilna)
- 1919 – Dowództwo Kolei Wojskowych Litewskich
- 1919–1922 – Dyrekcja Wileńska Kolei Państwowych
- 1922–1929 – Dyrekcja Kolei Państwowych w Wilnie
- 1929–1939 – Dyrekcja Okręgowa Kolei Państwowych Wilno
- 1940 – Вильнюсская железная дорога (Kolej Wileńska)
- 1940 – Lietuvos geležinkeliai (Kolej Litewska)
- 1940 – Литовская железная дорога (Kolej Litewska), Wilno
- 1941 – agenda Północnej Dyrekcji Kolejowej (Haupteisenbahndirektion Nord), Ryga
- 1943 – Eisenbahnbezirksdirektion Litauen (Dyrekcja Rejonowa Kolei Litwa); lub Kowno
- 1944 – budynek był zajmowany przez aparat NKWD i NKGB[2]
- 1944–1953 – Литовская железная дорога (Kolej Litewska)
- 1953–1956 – oddział Kolei Bałtyckich (Балтийская железная дорога), Ryga
- 1956–1963 – Литовская железная дорога (Kolej Litewska)
- 1963–1992 – oddział Kolei Przybałtyckich (Прибалтийская железная дорога), Ryga
- od 1992 – Lietuvos geležinkeliai (Koleje Litewskie)

## Prezesi/dyrektorzy
- 1920–1924 – inż. Emil Landsberg (1880-1952)
- 1924 – inż. Antoni Gutowski, p.o.
- 1925–1929 – inż. Juliusz Staszewski
- 1929–1936 – inż. Kazimierz Falkowski (1875-1936)
- 1936–1939 – inż. Wacław Głazek (1886-1939)[3]

## Siedziba
Kompleks budynków powstał w latach 1860–1914 dla zarządu Kolei Poleskiej (Полесская железная дорога) (arch. Tadeusz Rostworowski) z adresem przy ul. Wielka Pohulanka (Великая Пухуланка ул.) 12 (1911), ul. Kaukaskiej (Кавказская ул.) (1915), Kaukasusstrasse (1915–1917), ul. Słowackiego 2 (1925–1937), ul. Słowackiego 14 (1938–1939), obecnie przy ul. Mindaugo 12–14 (1943–2021).